# 紀元前334年
紀元前334年（きげんぜん334ねん）は、ローマ暦の年である。

## 他の紀年法
- 干支 : 丁亥
- 日本
  - 皇紀327年
  - 孝安天皇59年
- 中国
  - 周 - 顕王35年
  - 秦 - 恵文君4年
  - 楚 - 威王6年
  - 斉 - 威王23年
  - 燕 - 文公28年
  - 趙 - 粛侯16年
  - 魏 - 恵王後元元年
  - 韓 - 昭侯29年
- 朝鮮
  - 檀紀2000年
- ベトナム :
- 仏滅紀元 : 211年
- ユダヤ暦 :

## できごと

### マケドニア
- 2年前の紀元前336年に王位を継ぎ、紀元前335年にトラキアを討った後反乱を起こしたテーバイを消滅させてギリシアを再統一したマケドニア王国国王アレクサンドロス3世が、父の遺志をついでペルシア東征に遠征を開始。小アジアに上陸したマケドニア軍は、5月に迎え撃つアケメネス朝ペルシアのダレイオス3世の軍とグラニコス川の戦いにおいて激突し、勝利を収めた[1]。この勝利によってマケドニア軍は勢いづき、さらにペルシアの奥深くへと進軍していった。

### 中国
- 田嬰が斉の宰相となった。
- 斉の威王と魏の恵王が徐州で会合し、互いを王と認め合った。
- 越王無彊が斉を攻撃した。斉の威王は人を派遣して、斉を攻撃するより楚を攻撃する利益が大きいことを越王に説かせると、越王は楚を攻撃した。楚軍は越軍に大勝し、勝利に乗じて呉の故地を奪い、東は浙江まで領土を拡大した。越はこの大敗以後、諸公族が争って立ち、ある者は王となり、ある者は君となり、海岸地方に追いつめられて、楚に服属していった。